# The Twin Dilemma
The Twin Dilemma (Le Double Dilemme) est le cent-trente-sixième épisode de la première série de la série télévisée britannique de science-fiction Doctor Who. Originellement diffusé sur la chaîne BBC One en quatre parties du 22 au 30 mars 1984, cet épisode voit la première aventure du 6e Docteur interprété par Colin Baker. Aux antipodes du précédent épisode, cette histoire est considérée comme l'un des plus mauvais épisodes de la série[Par qui ?].

## Accroche
Après s'être régénéré, le Docteur subit une crise de régénération qui le fait passer dans différents état, ce qui effraye Peri. Ailleurs, deux jumeaux génies des mathématiques sont enlevés par des extra-terrestres qui estiment que leurs capacités pourraient permettre de manipuler le destin de l'univers.

## Distribution
- Colin Baker — Le Docteur
- Nicola Bryant —  Peri Brown
- Maurice Denham — Edgeworth
- Edwin Richfield — Mestor
- Kevin McNally — Hugo Lang
- Dennis Chinnery — Sylvest
- Gavin Conrad — Romulus
- Andrew Conrad — Remus
- Seymour Green — Chamberlain
- Oliver Smith — Drak
- Barry Stanton — Noma
- Dione Inman — Elena
- Helen Blatch — Fabian
- Roger Nott — Prisonnier
- John Wilson — Garde Jacondien

## Résumé
Après sa régénération à la fin de sa précédente aventure, le Docteur se met à agir de façon erratique. Il se trouve un nouveau costume très coloré que Peri déteste et se montre parfois agressif. Pendant ce temps, sur Terre, deux jumeaux, Romulus et Remus, reçoivent la visite d'un mystérieux professeur nommé Edgeworth. Il les enlève et se téléporte dans un vaisseau afin de permettre à son maître, une créature ressemblant à une limace et dotée de puissants pouvoirs psychiques, Mestor, de conquérir l'univers grâce à leur génie mathématique. Ils partent tous vers l'astéroïde désolé de Titan 3.
Dans le TARDIS, le Docteur est en proie à une crise de folie durant laquelle il tente de tuer Peri. Il retrouve raison et devant l'air effrayé de la jeune fille explique qu'il vaut mieux qu'il s'isole quelque temps et part pour Titan 3. Là, ils y trouvent le Lieutenant Lang, un agent parti à la recherche des deux garçons et dont le vaisseau s'est écrasé sur l'astéroïde. Il pense que le Docteur est le responsable de son accident et le menace brièvement avant de s'effondrer. Peri demande qu'il soit transporté dans le TARDIS.
Découvrant un bâtiment depuis le scanner du TARDIS, le Docteur et Peri décident de l'explorer, laissant Lang derrière eux. Là, ils tombent sur Edgeworth que le Docteur reconnaît comme un autre Seigneur du Temps, Azmael, qu'il a rencontré alors qu'il était le quatrième Docteur. Le Docteur apprend que celui-ci détient en otage Romulus et Remus, ce qui le dégoûte totalement. Edgeworth s'enfuit avec les deux jumeaux et enferme le Docteur et Peri dans le bâtiment, sans savoir que Noma, un des hommes de Mestor, a déclenché son autodestruction. Tous deux parviennent à se téléporter à temps et à rejoindre le TARDIS. Le Lieutenant Lang a récupéré de ses blessures et partent à la recherche des jumeaux et de leurs ravisseurs sur la planète Jaconda. Arrivés sur la planète ils ne découvrent plus qu'un désert, celle-ci ayant été ravagée par les limaces géantes dont Mestor est le chef.
Le Docteur pose le TARDIS dans le palais de Mestor, qu'il avait visité quand Azmael était encore le dirigeant de Jaconda. Mais le trio doit se séparer quand Lang marche dans la bave d'une des limaces et se retrouve englué. Pendant ce temps, Azmael explique le plan de Mestor aux jumeaux: il veut déplacer deux planètes sur la même orbite que Jaconda, et a besoin du génie de Remus et Romulus pour effectuer les calculs nécessaires à une telle opération.
Le Docteur, qui a laissé Lang et Peri derrière lui, trouve le laboratoire d'Azmael et se montre d'abord violent envers lui, croyant qu'il a tenté de le tuer, avant de se calmer. Pendant ce temps, les hommes de Mestor capturent Peri, et Lang leur échappe. Le Docteur se rend, et prétend qu'il veut aider Mestor dans son plan. Azmael lui explique que les deux planètes seront sur des zones temporelles différentes de Jaconda, mais le Docteur se rend compte que l'opération risque de causer une supernova. Azmael lui montre un couvoir rempli d'œufs de limace, et le Docteur comprend que ces œufs résistent à la chaleur, et que la supernova les dispersera dans tous l'Univers sans les détruire, permettant aux limaces de le conquérir.
Mais Mestor a tout entendu par l'intermédiaire d'un de ses sujets dont il a pris le contrôle. Il refuse d'abandonner son plan, ignorant totalement les milliards de morts qu'il va causer, et le Docteur tente de le tuer avec un flacon d'acide trouvé dans le laboratoire d'Azmael. Mais les pouvoirs de Mestor le protègent, et il prend le contrôle de l'esprit d'Azmael: le Docteur réalise que le corps de Mestor est alors vulnérable, et lui jette un autre flacon d'acide, le tuant.
Azmael parvient à se libérer du contrôle de l'esprit de Mestor, mais cela le fait mourir d'épuisement, et il ne peut plus se régénérer, il décède donc définitivement. Les Jacondiens sont délivrés de leur tyran Mestor, et Lang décide de rester sur Jaconda. Le Docteur, Peri et les jumeaux retournent sur la Terre avec le TARDIS, et l'épisode se conclut par cette phrase du Docteur à Peri: "Peu importe ce qui arrivera, je suis le Docteur... que cela te plaise ou non!"

### Continuité
- L'action reprend immédiatement après la fin de l'épisode précédent.
- Le Docteur appelle Peri "Tegan", une de ses précédentes compagnes.
- Une nouvelle fois le Docteur explique qu'il n'aime pas qu'on l'appelle "Doc' ".
- On peut voir plusieurs costumes du Docteur et de ses compagnons dans la garde-robe du Docteur : le pantalon du 2e Docteur et sa veste, la veste et la cape du 3e Docteur ainsi qu'un manteau et un T-shirt appartenant à Tegan.
- Le Docteur souhaite emmener Peri à l'œil d'Orion où il passait ses vacances dans « The Five Doctors. »